# Други крсташки рат
Други крсташки рат је други велики крсташки поход, вођен у периоду од 1147. до 1149. године. Покренуло га је муслиманско освајање грофовије Едесе 1144. године. На покретање Другог крсташког рата позивао је папа Евгеније III, а у придобијању маса велику улогу одиграо је цистерцит Бернард од Клервоа. Други крсташки рат је први крсташки рат кога су предводили европски краљеви. Француску војску предводио је краљ Луј VII Капет, а немачку војску Конрад III Хоенштауфен. Рат је завршен неуспехом. 

## Увод
Крсташи су током Првог крсташког похода основали три државе: грофовију Едесу, кнежевину Антиохију и Јерусалимску краљевину. Године 1109. основана је и грофовија Триполи. Крсташке државе су у периоду између прва два крсташка рата непрестано водиле ратове са разним муслиманским владарима, али је било и међусобних сукоба због којих је образовано и неколико савеза између крсташких и муслиманских вођа. 
На челу главне крсташке државе, Јерусалимске краљевине, до избијања Другог крсташког рата на престолу је боравило четири владара: Готфрид Бујонски, Балдуин I, Балдуин II ле Бурж и Фулк I Јерусалимски са својом женом Мелисендом. Атабег Мосула Ибад ед Дин Зенги је почетком тридесетих година почео угрожавати независност крсташких држава. Његови походи накратко су прекинути доласком византијског цара Јована Комнина у крсташку земљу (1142. година). Он је захтевао повраћај кнежевине Антиохије на коју је Византија полагала право још од времена Првог похода. Међутим, Јован је погинуо приликом опсаде неког града погођен стрелом у око. Исте године умро је и Фулк Јерусалимски. Смрћу Фулка Јерусалимског Краљевина је изгубила можда последњег јаког владара. Краљица Јерусалима постала је Мелисенда. Користећи се сукобима међу крсташким баронима, Зенги напада грофовију Едесу.

## Пад грофовије Едесе
Едесом је у то време командовао син Жосцелина од Куртенеа, Жосцелин II. Зенги је стигао пред зидове града 28. новембра 1144. године и подигао опсаду. Жосцелин се тада није налазио у граду већ се, сазнавши за Зенгијев долазак, склонио у свој дворац у Турбеселу са друге стране Еуфрата. Сазнавши да је град под опсадом, затражио је помоћ од Мелисенде и Ремона од Поатјеа. Међутим, спасилачке армије нису успеле да стигну на време. Зенги је све бешње нападао град који се грчевито бранио. Када је једна од кула минирана и срушена, муслимани су упали у град и извршили покољ. Од крсташа се нико није успео спасити. Хришћани су више страдали од повреда приликом бега него од турског мача. Град је освојен 24. децембра, а цитадела је пала два дана касније. 
Зенги ипак није допустио да муслимани потпуно униште локално становништво већ је ускоро наредио престанак покоља и чак повратак све опљачкане имовине. Ово је важило искључиво за домаће хришћанско становништво, док су муслимани према франачким хришћанима били немилосрдни.

## Реакција у Европи
У Европи је сазнање о паду Едесе изазвало велико запрепашћење. Многобројни ходочасници који су се враћали из Јерусалима ширили су страшне вести. Почетком 1145. године код папе Евгенија III стигло је посланство јерменске цркве која је предлагала унију са римокатоличком. Од њих је папа сазнао све детаље. Колико је познато, Жосцелин није тражио помоћ од папе, али је то учинио Ремон од Поатјеа. Вест је највише одјекнула у Француској будући да је већина крсташких барона била из ове државе. Француска црква је вршила притисак на папу да организује нови крсташки поход против муслимана. Томе у прилог ишла је и неочекивана смрт Зенгија кога је 1146. године убио слуга на спавању. 
За одлазак у Свету земљу био је заинтересован и француски краљ Луј VII лично јер је једном приликом наредио покољ хришћанског становништва у граду Витри у Шампањи па је сматрао да ће се убијањем муслимана искупити за убијање хришћана. Уз све то, Луј се сматрао директним наследником Карла Великог па је стога сматрао за дужност да и он, као и његов претходник крене у Свету земљу. Тада се веровало да је Карло заиста организовао први крсташки поход. Уосталом, Луј није имао избора. Крсташки ратови ушли су у крв ритерском друштву у Француској. Све осим одласка у Свету земљу сматрало би се за извлачење. Његов одлазак у Свету земљу био би преседан, по први пут у историји Капета један краљ би француску војску извео ван Француске.

## Припреме
У договору са папом Евгенијем, Луј је позвао француско племство на крсташки рат. Међутим, одзив није био никакав. Становници Француске су се доста наслушали страхота да би онако слепо, као пре педесет година, кренули у авантуру без повратка. Краљу је био потребан човек који ће анимирати исте оне жеље из почетка крсташких ратова, а које су за све ове године помало потонуле у заборав. Најпогоднији за то био је Свети Бернард.
Од почетка крсташких ратова опатија Клини се страховито обогатила. Њена имовина, раскошне цркве и литургијски сјај никако нису могли добити одобравање од оних који су тражили еванђеоски идеал, патње, аскезу и мистицизам. Цистерцит, Бернард од Клервоа, био је већ дуже време највећи ауторитет хришћанског света. Нико се није могао мерити с њиме; делио је лекције краљевима, грдио папе, проповедао јеванђеоски живот, а сам је био велики намћор који је својим угледом немилосрдно гонио све оне који се, по његовим мерилима, нису уклапали у хришћански живот. 

### Проповеди у Француској
Почетком марта 1146. године папа Евгеније је званично одобрио Бернарду проповедање крсташког похода. Дана 31. марта 1146. године Свети Бернард се обратио француском племству у Везлеу. Ова представа требало је да се одржи у затвореном простору, али је због мноштва слушалаца одржана на отвореном пољу. На уздигнут подијум је лично краљ Луј VII, под заставом коју је послао папа, помогао Бернарду да се попне. Тада је Бернард одржао свој можда и најбољи говор. Пад Едесе је представио не као катастрофу већ као део Божијег плана јер Бог је дозволио Зенгију да освоји државу како би хришћанима омогућио да исперу своје грехе. 
Треба напоменути да Бернард у својим говорима никада није показао да мрзи ислам као религију. За њега је једноставно постојала чињеница да је Света земља њима пала у руке. Током Првог крсташког рата сви проповедници су се обраћали хришћанском свету као колективу. Бернард се овога пута обраћао појединцима приказујући Други крсташки рат као могућност индивидуалног спасења душе. 
Када је Свети Бернард завршио свој говор, краљ Луј је клекао пред њега и из његових руку добио црвени крст. За њиме су следили и многи од присутних, а Бернард није могао задржати сузе па их је брисао платненим крстовима и онда их делио усхићеном народу. Ни то није било довољно, па је на крају цепао делове сопствене одеће и делио место платнених крстова којих је недостајало. На крају овог говора одржано је већање на коме је закључено да је потребно годину дана да се поход припреми. 
Сличне успехе је Свети Бернард доживео у читавој Француској.

### Проповеди у Немачкој
Након Француске, Свети Бернард је прешао у Немачку, најмоћнију државу тог доба са најбројнијим хришћанским становништвом. Тамо су позиви на крсташки рат поново почели изазивати антисемитизам, а покретач је био неки цистерцитски монах по имену Раул који је путовао и позивао хришћане да нападну Јевреје. Писма која му је Бернард слао никако нису утицали на њега. Бернард је у Немачку стигао октобра 1146. године. Одмах по доласку је зауставио Раула тврдећи да је послат од ђавола. 
Успех Светог Бернарда у Немачкој био је огроман. Одржао је проповеди у Фрајбургу, Баслу, Шафхаузену и Констанци. Његове проповеди подсећале су на проповеди Петра Пустињака. Бернард је говорио латинским језиком тако да га је мало ко разумео. Ипак одушевљење је било огромно, а неколико пута је претила опасност да светина у екстази не растргне Светог Бернарда. И моменат када је Бернард држао проповеди био је изузетно повољан за активности такве врсте. Немачка је већ дуже време патила од страховите глади тако да су у већ од глади полулудом народу екстатичне визије Светог Бернарда лако изазивале реакције попут верске хистерије. Народ је био жељан чуда тако да су се многи до крви тукли и убијали како би дошли у ситуацију да их сенка Светог Бернарда дотакне. 
Циљ Светог Бернарда био је да убеди немачког цара Конрада III да организује поход. Конрад је већ био стар и болестан тако да је било тешко поверовати да ће он кренути на тако напоран пут. Стога се нимало није обрадовао када је сазнао за вест о доласку Светог Бернарда тим више што се Бернард према њему обраћао као према индивидуи а не као према цару. На крају је цар под налетом речитости Бернардове ипак пристао да крене у рат. Заплакао је и обећао да ће ставити крст на себе и кренути у поход.

### Резултат
Свети Бернард ипак није био задовољан постигнутим. У марту 1147. године у Франкфурту је позвао на крсташки рат, али против Словена. Недуго затим, гомиле Енглеза, Фламанаца и Фризијаца, под директним утицајем Светог Бернарда, кренуло је у Шпанију не би ли и тамо помогли борбу против муслимана (реконкиста). Стигли су тачно на време да узму учешћа у страховитом покољу муслимана у Лисабону (24. октобар). Сада је коначно и Свети Бернард био задовољан јер је успео да анимира три крсташка похода: у Свету земљу, Шпанију и на Словене. За овим крсташима кренули су и цистерцитски монаси не би ли оснивали своје манастире у новооснованим земљама. 
Међу армијама које су се кретале ка Светој земљи никако није било љубави. Између француске и немачке војске владао је антагонизам јер су ове две државе биле у ратном сукобу. Осим тога, у Европи је постојала легенда да ће неки владар, наследник Карла Великог, најавити долазак хиљадугодишњег мира и просперитета који претходе другом Христовом доласку, тако што ће ући у Јерусалим. Велики део проповеди које су се односиле на Други крсташки рат управо се базирао на овоме, а све је то утицало и на Конрада и Луја. Обојица су веровала да су управо они ти који ће испунити пророчанство будући да су се обојица сматрали наследницима Карла Великог.

## Армије
Крајем маја 1147. године Конрад III је покренуо своју армију ка Цариграду. Процењује се да је армију чинило око 20.000 крсташа. Са царем је био и један контингент из Лорене. У армији су се налазила крупна феудална имена: Фридрих од Швабије (касније Фридрих Барбароса), Ото од Фрајзингена, Хенри од Аустрије, Велф Баварски, Херман од Бадена, Хенри од Тула, Стефан (бискуп Меца), Вилијам V од Монферата... Наравно, ту је било мноштво супруга, кћери, љубавница, сликара, музичара, кувара, заправо читава булумента оних који је требало да баронима олакшају овај пут.
И поред међусобних сукоба, армија без већих инцидената долази до Цариграда (20. јул). Тамо је остала до септембра када су прешли на другу страну Босфора. 
Француска армија кренула је нешто касније (8. јуна). Уз француског краља Луја VII путовала је и краљица Елеонора Аквитанска, чувена лепотица и највећи земљопоседник у Европи. Сама француска армија била је веома слична немачкој. И ту су била најкрупнија имена француског племства – Анри од Шампање, Алфонс Жордан (син Ремона Тулуског), Тијери од Фландрије, краљев брат Роберт... И ту је било мноштво сиромашних ходочасника.

## Византија
Манојло Комнин, византијски цар у то време је управо склопио савез са Турцима када је чуо да се крсташке армије приближавају Цариграду. За њега је долазак крсташа био много већи проблем од Турака јер је знао да ће њихов долазак учврстити кнежевину Антиохију. Луј је у Цариград стигао 4. октобра. Од стране византијског цара дочекан је пријатељски. Религиозном Лују су показане све веће цркве у Цариграду, приређени су свечани банкети... Међутим, за све остале крсташе су градске капије остале затворене, а Јован Кинам бележи и извесне сукобе између крсташа и Византинаца. Због тога су се јавили предлози да крсташи нападну Цариград у знак освете за оно што је Јован Комнин учинио у Антиохији. Опасност за Цариград је била заиста велика. Краљ Конрад је био шурак цара Манојла. Манојлова супруга, Берта од Зулцбаха, била је Конрадова рођака. Међутим, због страха од губитка Антиохије, Манојло се није ни сусрео са немачким краљем. 
Град ипак није нападнут јер су свештеници успели наговорити Луја да настави са походом подсећајући га који су прави циљеви похода. Томе је допринела и лажна вест коју је протурио Манојло да су немачки крсташи већ освојили Иконију и побили 14.000 крсташа. Луј није желео да Немци прикупе све заслуге рата па је наредио прелазак преко Босфора.

## Уништење немачке армије
Конрад је са својом армијом прешао Босфорски мореуз већ септембра 1147. године, када Луј са својом армијом још није стигао ни до Цариграда. Као и армије које је предводио Петар Пустињак током Просјачког крсташког похода, и ови крсташи су убијали сва људска створења на која су наилазили. Пут је био лоше организован тако да су убрзо почели да пате од глади и жеђи. Успели су се некако довући до Дорилеја где их је сачекала армија селџучког султана Масуда I. Битка код Дорилеја одиграла се 26. октобра 1147. године и завршена је потпуним поразом крсташке војске. Армија је готово у потпуности исечена. Конрад је остао без целокупне пешадије, сви ходочасници су страдали, а спасао се само мали број витезова (према неким изворима тек четвртина). Остатак су Турци продали у робље. Конрад је успео да се спасе у врати у Цариград. Тамо се тешко разболео, а постоје тврдње да га је у постељи служио сам цар Манојло. Током марта 1148. године добио је брод којим се вратио у Свету земљу.

## Француска армија
Крајем 1147. године француска армија прелази мореуз. Већ на почетку похода, Луј је схватио да је онај замишљени пут којим се Карло Велики кретао била велика грешка и да религиозне жеље и стварност ратовања нису једно те исто. Путеви Мале Азије који су глађу скоро уништили армију Првог крсташког рата сада су претили уништењем и Другог рата. Расположење је постало још мрачније када се дознало да су вести о немачком освајању Иконије лажне. Почело се говорити о издаји Византије. 
До фебруара следеће године Французи су стигли до луке Анталије. Сада је требало расправити шта даље. Ако се настави марширати, требало би 40 дана пута до Антиохије. За разлику од Првог крсташког рата чије су се армије кретале у лето, армије Другог рата кретале би се по зими. То је било готово неизводљиво. На крају је донета одлука да се од Византије закупе бродови који ће поморским путем пренети крсташе до Антиохије. Пут морем трајао би само три дана. Међутим, бродова је било мало, а крсташа и ходочасника превише. Одлучено је да се на пут пошаље само аристократија, витезови и нешто пешадије. То је значило катастрофу за остатак који су у Анталији били осуђени на смрт глађу јер су Турци као и током Првог похода уништавали земљу док су бежали.

## Луј VII у Светој земљи
Путовање бродом од Аталије до луке Светог Симеона трајало је дуже него што је планирано јер су неповољни ветрови бацили бродове Луја VII до Кипра. За њега је пут трајао две недеље; у луку Светог Симеона је стигао тек 19. марта 1148. године. Ту је свечано дочекан од Ремона од Поатјеа који је био ујак и тајни љубавник Елеоноре Аквитанске због чега га Луј није подносио. Ремон их је тријумфално увео у Антиохију. Елеонора је била одушевљена раскоши Антиохије која се потпуно разликовала од Париза и других француских варварских градова. За разлику од ње, Луј и велики број крсташа су били разочарани таквим животом крсташа. Очекивали су да ће наићи на скромне ратнике који бране Свети Гроб од напада неверника. 
Између Луја и Елеоноре избија сукоб јер је Луј наредио да војска крене ка Јерусалиму, а она је желела да остане у Антиохији и одбила је да га прати. Он је због тога на силу одвео Елеонору бродом према Јерусалиму.
У Акри су се коначно сусрели Конрад и Луј дочекани од краљице Мелисенде и њеног седамнаестогодишњег сина Балдуина III. Дочек је био свечан, а Луј је коначно добио прилику да се помоли на Голготи, Христовом Гробу, месту Христовог рођења у Витлејему и другим светим местима. Међутим, поново је био разочаран нескромним животом хришћана у Јерусалиму и њиховим брачним везама са домороткињама. Један део крсташа је одлучио да се врати у Европу. Ипак, у Светој земљи је остало око 50.000 крсташа.

## Војне акције
Крсташке армије пристигле из Европе биле су огромне. Све крсташке државе нису могле сакупити толики број војника. Питање је било у ком правцу усмерити нападе. Бројност армије омогућавала је освајање било ког муслиманског града. На несрећу домаћих крсташа, Луј је одабрао Дамаск са којим је Јерусалим већ био у дугогодишњем савезу. Разлог за то била је жеља Луја да освоји неки град за кога се у Европи знало и тиме допринесе хришћанству. У Европи још увек нико није чуо за Мосул или Алепо, али је Дамаск већ био друга прича.
Напад на Дамаск отпочео је 24. јула 1148. године и трајао је само четири дана. Сам напад је био добро испланиран, али је крсташима највећи проблем представљао недостатак воде. Дамаски владар Унуру је претио крсташима да ће град предати Зенгијевим синовима Нур ад Дину и Саиф ед Дину уколико не подигну опсаду. На крају су се домаћи крсташи одлучили на прекид напада и повлачење у Јерусалим.

## Крај крсташког рата
Домаћи хришћани су у Јерусалиму оптужени за издају и примање мита. Придошлим крсташима није било јасно стање у земљи и потреба одржавања мира са муслиманима. Луј и Конрад били су веома бесни на домаће крсташе иако је, у суштини, њихова акција била оправдана. Нису могли да схвате тамошњи живот; луксуз, дружење са муслиманима, спремност на преговоре, све то је било у супротности са њиховом представом о хришћанима у Светој земљи. Једноставно, европски крсташи нису прихватали ове „Сиријце“, како су називали домаће крсташе, за браниоце вере. Због тога су одлучили да се врате у Европу. 
Ускоро је цела крсташка армија са својим владарима отпутовала из Свете земље, а да ништа добро нису учинили за крсташке државе већ су их, управо супротно, довели у непоправљив конфликт са Дамаском, њиховим јединим савезником. Од крупнијих феудалаца није остао нико изузев Бертранда Тулуског (сина преминулог Алфонса Жордана) који је склопио савез са Дамаском и Нур ад Дином о нападу на Триполи. Овај напад се завршио неуспехом.

## Последице Другог крсташког рата
Резултати Другог крсташког рата били су неповољни и по европске и по домаће крсташе. Велики број немачких војника изгинуо је у Светој земљи у бици код Дорилеја на почетку похода. Јерусалим је запао у сукоб са Дамаском, а односи између Европе и Јерусалима су погоршани. Убудуће ће помоћ крсташким државама из Европе бити све мања. Нур ад Дин је могао да одахне и да слободно напада и осваја крсташке територије. Убрзо ће страдати владари Антиохије и Едесе, Жосцелин II и Ремон од Поатјеа, а Јерусалимска краљевина ће остати у слабим рукама.

## Реакција у Европи
Крсташи који су се вратили у Европу су Светог Бернарда оптуживали за неуспех похода. Он се правдао тиме да су греси вођа армија били толики да их ни крсташки поход није могао спрати. Углед Светог Бернарда знатно је опао. У Вирцбургу је један монах сасвим отворено нападао њега и папу Евгенија III. По њему су обојица били псеудо пророци који су проповедали под утицајем ђавола. Међутим, било је и добрих страна. Настао је култ Пресвете Богородице, мало мање крволочна религија. Чудно је да је управо Свети Бернард био један од првих који је ватрено проповедао овај нови правац. 